# When the West Was Young (film 1913)
When the West Was Young è un cortometraggio muto del 1913 diretto da W.J. Bauman.

## Produzione
Il film fu prodotto dalla Vitagraph Company of America.

## Distribuzione
Distribuito dalla General Film Company, il film - un cortometraggio in una bobina - uscì nelle sale cinematografiche statunitensi il 29 settembre 1913. Il 12 gennaio del 1914, venne distribuito anche nel Regno Unito.